# Озеро Медуз
Озеро Медуз (англ. Jellyfish Lake) — мероміктне озеро в архіпелазі Скелястих островів (Палау).
Озеро Медуз розкинулось на сході острова Ейл-Малко, за більш як 20 км на південний схід від острова  Корор. Його розміри становлять лише 460 м завдовжки і 160 м завширшки, площа дзеркала — 0,057 км². Це мероміктне озеро являє собою слабко-солону водойму, що відокремлена від Тихого океану смугою землі близько 200 м. Глибина — до 50 м. Утворилося озеро Медуз близько 12 тис. років тому внаслідок руху земної кори.
Озеро відоме завдяки відокремленій популяції двох видів  сцифоїдних медуз — золотої (Mastigias papua) і місячної (Aurelia). За час існування озера, через відсутність багатьох природних ворогів, медузи розмножилися до приблизно 2 млн особин. Крім того, щупальці медуз втратили жалкі клітини, що приваблює безліч туристів — любителів сноркелінгу. На острові Ейл-Малко також розташовано близько десяти дрібніших озер, які також населені медузами і відокремлені від океану, але сноркелінг дозволений лише в озері Медуз, найбільшому з них.

## Характеристика озера

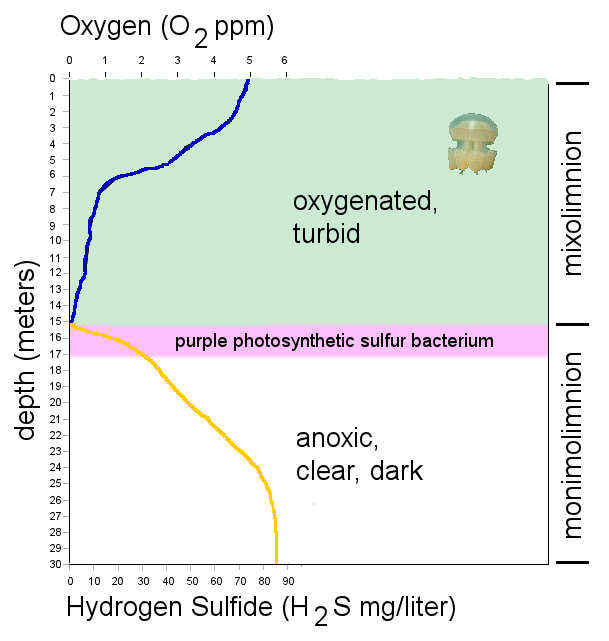
Діграмма поділу озера на шари

Озеро Медуз має зв'язок з океаном через тріщини і тунелі у вапняку стародавнього міоценового рифу. Однак, попри це, озеро досить ізольоване.
Вода в Озері Медуз розділена на 2 шари — верхній, з великим вмістом оксигену у воді, і нижній — безоксигеновий шар. Концентрація оксигену у водах озера зменшується приблизно від 5 мільйонних часток до нуля на глибині 15 метрів (в місті хемоклину). Поділ вод озера на шари є постійним, і сезонного змішування вод не відбувається. Є одним з приблизно 200 мероміктних озер у світі. Але більшість з цих озер має прісноводне походження. Постійно стратифіковані (розділені на шари) озера морського походження дуже рідкісні, але на Ейл-Малко і на інших сусідніх островах існує 11 водойм цього типу.
Стратифікація озера викликана умовами, що запобігають і обмежують вертикальне змішування води:
1. Озеро оточене з боків гірськими скельними породами, береги заросли деревами, обидва чинники істотно блокують потоки вітру через озеро, які могли б викликати змішування водяних шарів.
2. Первинні водні джерела озера (дощ, стік, і періодичний стік через вапнякові тріщини) припадають на поверхневі шари.
3. Озеро перебуває в тропіках, де сезонні температурні зміни є мінімальними, і, отже, температурна інверсія, яка може викликати вертикальне змішування вод озера, не відбувається.

Насичений оксигеном шар простягається від поверхні озера до глибини приблизно 15 метрів. Всі організми, яким потрібен оксиген, включаючи медуз, кілька видів риб і веслоногих ракоподібних живуть лише в цьому шарі. Вода в ньому дещо каламутна: видимість обмежена приблизно 5 метрами. Мінералізація цього шару до глибини приблизно 3 метри зменшена дощовими водами і стоком вод, а глибше від 3 метрів рівні солоності не зачеплені прісними входами. Озеро має сполучення з морем через три тунелі, що розташовані недалеко від поверхні вапнякового масиву. Біолог Вільям Хаммер оцінив, що приблизно 2,5 % об'єму озера оновлюється під час періодичного припливу морської води. Однак, оскільки періодичний приплив прибуває в поверхневі води, то нижній безкисневий шар значною мірою залишається незачепленим.
Концентрація сірководню змінюється від нуля в поверхневому шарі до більш як 80 мг/літр біля дна озера.
Безоксигеновий шар простягається від глибини приблизно 15 метрів до дна. Верхні три метри безоксигенового шару заселені бактеріями, принаймні один вид з яких, є фіолетовою фотосинтезуючою сірчаною бактерією. Цей бактеріальний шар абсорбує все сонячне світло, і таким чином нижчі відділи беоксигенового шару є темними, хоча й прозорими — видимість близько 30 метрів. Безоксигеновий шар також містить аміак і фосфати у високих концентраціях. Ці іони майже повністю відсутні у верхньому шарі. Безоксигеновий шар потенційно небезпечний для дайверів, які можуть отримати отруєння через шкіру.

## Медузи

### Види

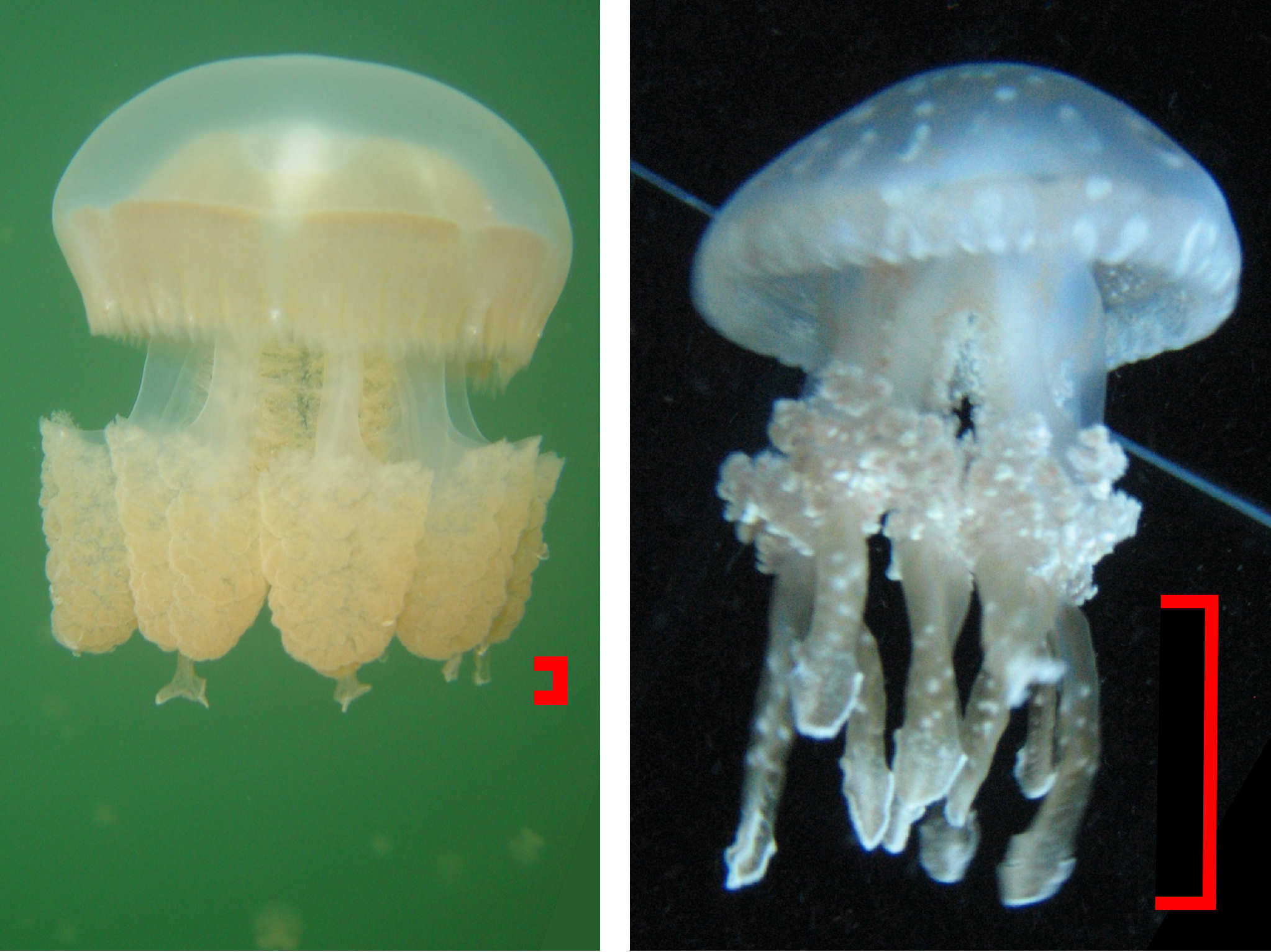
Відмінності в морфології озерної (ліворуч) і океанічної форми Mastigias papua

В озері живе 2 види медуз із групи Scyphozoa — Mastigias papua і  Aurelia sp..
Золота медуза можливо належить до виду (Mastigias papua), який населяє також сусідні лагуни. Частину свого харчування вони отримують від симбіотичних морських водоростей-зооксантелл (Symbiodinium), які живуть в їх тканинах і харчуються продуктами обміну речовин медуз. Однак золоті медузи за морфологією, фізіологією і поведінкою відрізняються від особин, які живуть у відкритому океані. Вони втратили пігментні плями на своєму тілі, майже повністю втратили жалкі клітини щупалець і придатки щупалець, які оточують ротовий отвір.
Деякі біологи пропонують розглядати їх у ролі підвиду — Mastigias cf. papua etpisoni, проте такий статус є спірним; можливо це один з видів-двійників комплексу видів.
Місячна медуза була спочатку ідентифікована як Аурелія Aurelia aurita. Однак, починаючи з 1981 року проведено генетичні дослідження безлічі екземплярів аурелій з різних місць проживання. Результати цього дослідження показують, що рід Aurelia включає не 3, а принаймні ще 6 невідомих для науки видів, три з яких були виявлені на Палау. Один з цих видів поширений у чотирьох морських озерах Палау, включаючи Озеро Медуз. Отже, згідно з даними на початок 2010 року, місячну медузу слід відносити просто до роду Aurelia, без зазначення конкретного виду (Aurelia sp.), поки подальші дослідження не дадуть остаточну відповідь на питання щодо її видової приналежності.

### Міграції медуз
Добові переміщення золотий медузи включають горизонтальні і вертикальні міграції:
- Вночі та до 14 годин дня медузи здійснюють повторювані вертикальні пересування між поверхневим шаром озера і прикордонною зоною безоксигенового шару озера, ймовірно щоб поглинати поживні речовини безпосередньо з води[12].
- На початку ранку, приблизно о 09.30 — медузи мігрують від центру західної частини водойми до східної частини.
- На початку дня, приблизно о 15.30 — медузи мігрують від східної частини водойми до західного кінця озера.
- На заході медузи здійснюють короткочасні переміщення від західного кінця на схід, де вони залишаються впродовж ночі[12].

Медузи здійснюють обертальні переміщення проти годинникової стрілки, коли плавають поруч з поверхнею, ймовірно для того, щоб забезпечити достатнє освітлення для симбіотичних водоростей у своїх тілах.
Переміщення місячної медузи менш організовані. Вночі вони мігрують на поверхню, мабуть для живлення веслоногими ракоподібними, які становлять істотну частину їх раціону в озері.

### Загроза вимирання і відновлення чисельності
Популяція медуз практично загинула в результаті екологічної катастрофи 1998-99 років. Температура води в озері внаслідок Ель Ніньйо підвищилася настільки, що водорості-симбіоти зооксантелли не змогли вижити. Ця обставина, ймовірно, призвело до загибелі майже всієї популяції. Однак до початку 2000-х років чисельність популяції знову відновилась до колишнього рівня.